# Hřib rubínový

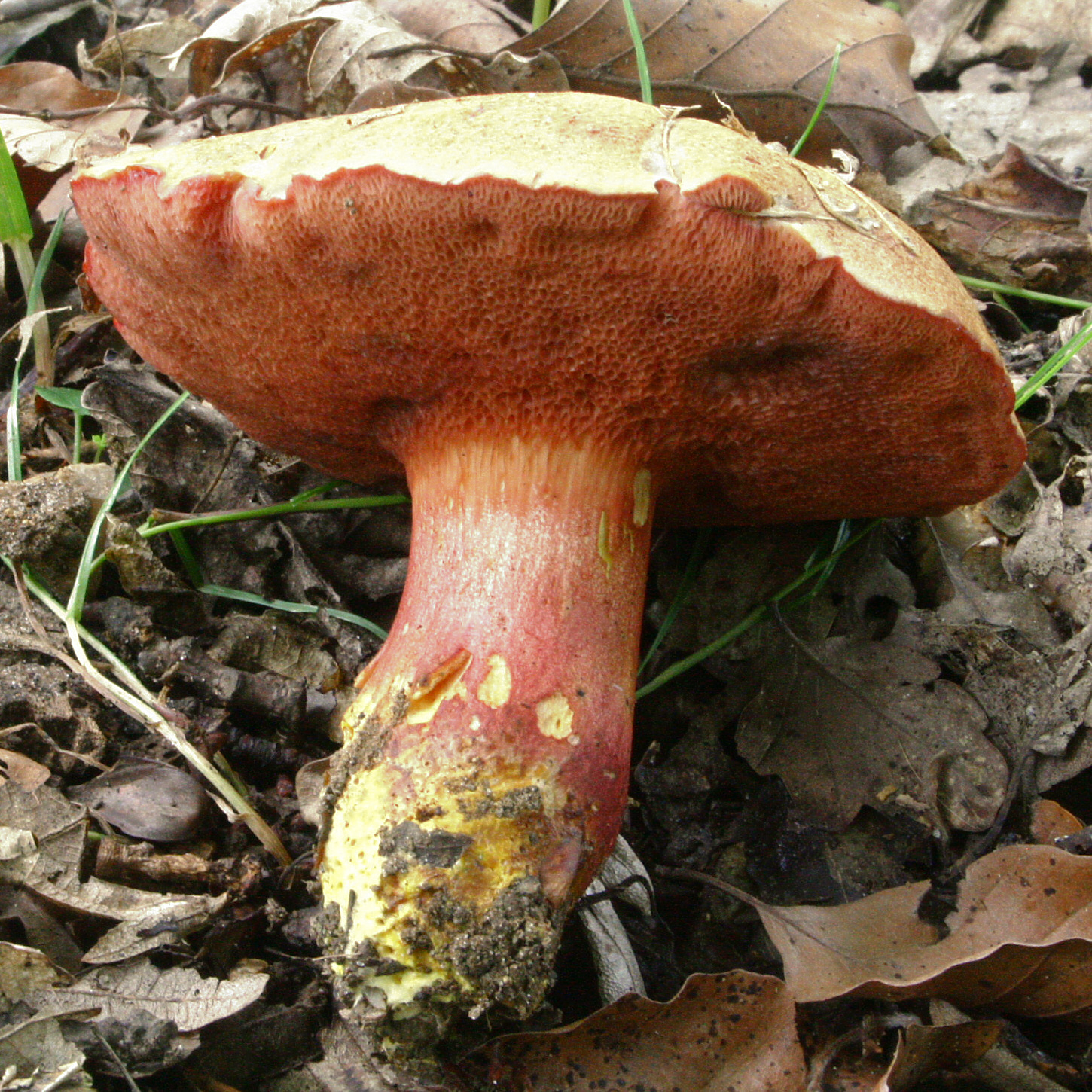
Starší plodnice

Hřib rubínový (Rubinoboletus rubinus (W. G. Sm.) Pilát et. Dermek 1969) je velmi vzácná hřibovitá houba charakteristická růžovým zabarvením třeně a rourek. Vzhledem k vzácnému výskytu není známo, zda je houba jedlá.

## Synonyma
- Boletus rubinus W. G. Sm.[1] 1868[2]
- Chalciporus rubinus (W. G. Sm.) Singer[1] 1973[2]
- Rubinoboletus rubinus (W. G. Sm.) Pilát et. Dermek[1] 1969
- Suillus rubinus (W. G. Smith) O. Kuntze[3][4] 1898[2]
- Xerocomus rubinus (W. G. Smith) Pilát 1952[3][4]
- Xerocomus rubinus (W. G. Smith) A. Pearson 1946[2][5]

české názvy
- hřib rubínový[1]
- klouzek rubínový[6]
- měďovník rubínový[7]
- suchohřib rubínový[8]

## Taxonomie
Houbu v roce 1866 nalezl a o dva roky později popsal anglický ilustrátor a přírodovědec Worthington George Smith jako Boletus rubinus. Roku 1898 tento druh přeřadil Carl Ernst Otto Kuntze z rodu Boletus do rodu Suillus (klouzek), v roce 1946 pak Arthur Anselm Pearson do rodu Xerocomus (suchohřib). V roce 1969 jej Albert Pilát a Aurel Dermek s ohledem na specifické znaky (především téměř kulovité spory) přesunuli do nového rodu Rubinoboletus. V roce 2006 překlasifikovali rakouští mykologové Wolfgang Klofac a Irmgard Krisai-Greilhuber rod Rubinoboletus na podrod rodu Chalciporus v souladu s návrhem Rolfa Singera, který v roce 1973 navrhl druhu název Chalciporus rubinus.

## Popis

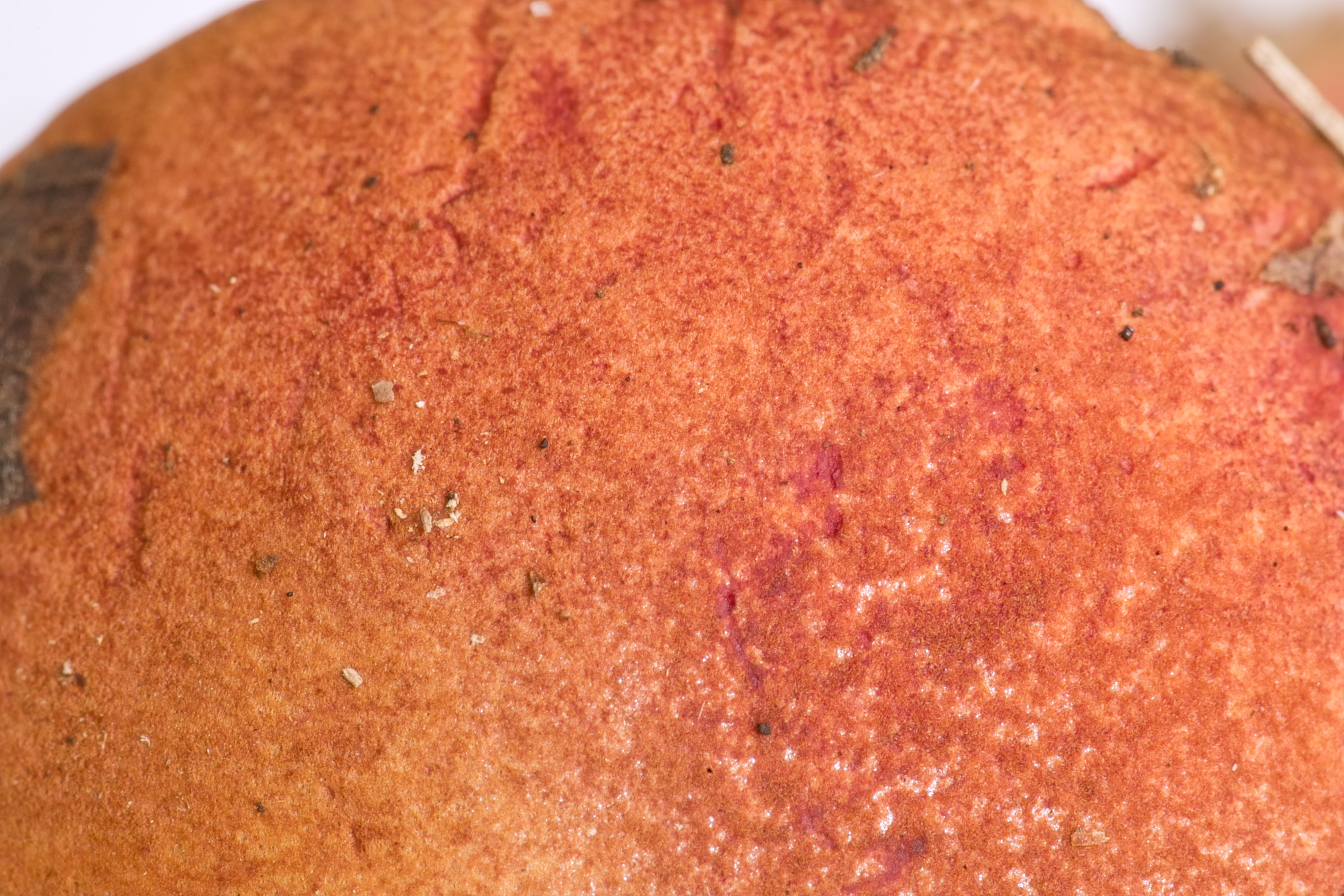
Povrch klobouku mladé plodnice

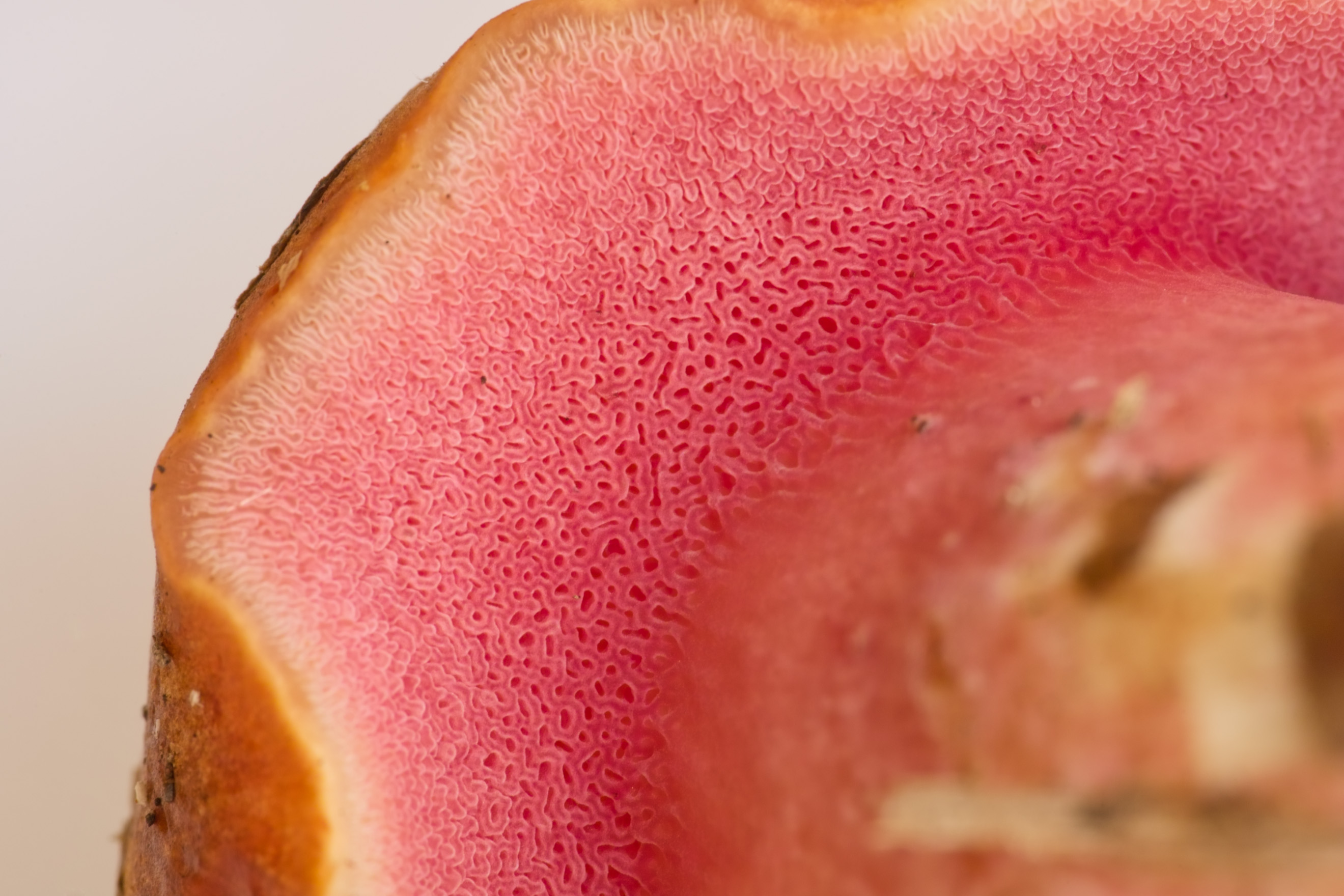
Póry mladné plodnice

Klobouk 30 - 45 (60, uváděno také až 80) milimetrů v průměru, nejprve polokulovitý, později klenutý až rozprostřený. Povrch světle krémový, narezavělý nebo sytě okrový.
Rourky v mládí růžové (u kraje klobouku bílý lem), později rubínově červené, ve stáří až žlutohnědé. Póry mají totožnou barvu.
Třeň tvarově variabilní, růžový (u velmi malých plodnic žlutý), na bázi žlutavý.
Dužina barevně neměnná, světlá - bělavá, v oblasti třeně přechází do žluta, v oblasti klobouku narůžověle mramorovaná. Chuť mírně nakyslá až natrpklá.
Velmi mladé plodnice mohou mít třeň i čerstvě rozvité póry ještě světlé (běložluté), nezrůžovělé. Jejich povrch také bývá mazlavý či lepkavý.

## Výskyt
Velmi vzácný teplomilný druh nížin a pahorkatin. Preferuje světlé listnaté lesy, rybniční hráze, případně parky. Obvykle je vázán na duby. Fruktifikuje od července do října. Pilát jej řadil do druhů xerotermních dubohabrových hájů na vápencích.

## Rozšíření
První nález popsal roku 1868 Worthington George Smith na území Anglie. První nález v Německu učinil botanik a mykolog Erich Heinz Benedix v první polovině 20. století u Drážďan. V Polsku byl objeven 12. června 2007, kdy v parku Szczytnicki ve Vratislavi (Wrocław) nalezli pět plodnic pod skupinou dubů a lip.
V Československu byl objeven v lese Kapánsku u Čejkovic (okres Hodonín) Janen Macků a Václavem Skalníkem v roce 1950 a nálezci opakovaně sbírán v letech 1957, 1958, 1959 a 1961. Do roku 1974 bylo v rámci Československa známo jen pět lokalit, ještě Červená kniha v roce 1995 uvádí 4 lokality v České republice a jednu na Slovensku. V roce 2008 byl objeven u obce Holany poblíž rybníků u severní hranice CHKO Kokořínsko. V jižních Čechách byl do roku 2011 znám pouze ze dvou lokalit, na neupřesněné jihočeské rybniční hrázi byl potvrzen v roce 2013.
V rámci chráněných území České republiky byl hřib rubínový popsán mimo jiné na následujících lokalitách:
- Klánovický les[16] (Praha)
- Luční[7] (okres Tábor)

## Záměna
Hřib rubínový je prakticky nezaměnitelný. Hřib červený je vybarvený odlišně, červený je povrch klobouku, rourky jsou žluté až žlutoolivové, nikoli růžové až červené.

## Ochrana
Hřib rubínový je zařazen v Červené knize i v Červeném seznamu hub České republiky jako ohrožený druh (EN). Je proto třeba houbu chránit a případné nálezy hlásit mykologickým pracovištím. V posledních letech se začíná znovu objevovat.